# Cyclocheilon
Cyclocheilon é um género botânico pertencente à família Orobanchaceae.

## Sinonímia

### Espécies
- Cyclocheilon eriantherum
- Cyclocheilon kelleri
- Cyclocheilon minutibracteolatum
- Cyclocheilon physocalyx
- Cyclocheilon somaliense